# Syngramma coriacea
Syngramma coriacea là một loài thực vật có mạch trong họ Adiantaceae. Loài này được (Copel.) Holttum miêu tả khoa học đầu tiên năm 1975.